# Джордж Маккі
Джордж Г. Маккі (англ. George H. McKee; 28 квітня 1923, Пікенс, Південна Кароліна, США — 6 січня 2015, Потомак-Фолс, Вірджинія, США) — американський військовий діяч, генерал-лейтенант ПС США.

## Біографія

### Молоді роки
Народився в Пікенсі, штат Південна Кароліна в сім'ї Роджера та Булах Маккі, у нього були брати Том Кларк і Вейд, сестри Елізабет Робертс і Мері Кейт Морган. Навчався у Парижській середній школі.

### Військова служба
У грудні 1940 року вступив на службу в Повітряний корпус Армії США й отримав призначення на авіабазу «Макділл» (штат Флорида), а згодом на базу «Шанюта» (штат Іллінойс), де протягом наступних двох років працював механіком-інструктором. У грудні 1942 року його прийняли до авіаційної кадетської тренувальної програми ПС Армії США і у вересні 1943 року здобув диплом пілота з наданням звання другого лейтенанта. Протягом наступних кількох місяців брав участь у бойовій підготовці екіпажів Boeing B-17 Flying Fortress.
У березні 1944 року Маккі отримав призначення до 569-й бомбардувального ескадрону Восьмих ПС на Європейському театрі військових дій Другої світової війни, здійснивши 35 бойових вильотів над Англією, Росією, Італією та Німеччиною. Того ж року Маккі одружився з Ніккі Одель Янг (нар. 23 липня 1922).
У жовтні Маккі перевели на авіабазу «Макділл», де він став льотчиком-інструктором на літаках «Boeing B-17 Flying Fortress» та «Boeing B-29 Superfortress». У жовтні 1947 року його інтегрували в регулярні ПС — в 49-й бомбардувальний ескадрон 2-ї бомбардувальної групи на авіабазі «Девіс-Монтен» (штат Аризона), де він служив як командир повітряного судна на літаках «Boeing B-29 Superfortress» та «Boeing B-50 Superfortress». У квітні 1949 року Маккі перевели на авіабазу «Гантер» до складу 2-ї бомбардувальної групи.
У листопаді 1951 року Маккі став операційним офіцером 49-го бомбардувального ескадрону і у червні 1953 року отримав призначення командиром. Протягом цього періоду авіазагін переобладнали літаками «Boeing B-47 Stratojet». З червня до жовтня 1955 року він обіймав посаду начальника з технічного обслуговування 2-го бомбардувального крила. З жовтня 1955 до червня 1960 року Маккі працював у Контрольному відділі Управління операцій Стратегічного командування ПС США, де обіймав посаду керівника проєкту з розвитку командування й управління. 1958 року здобув ступінь бакалавра мистецтв у галузі освіти Небраського університету в Омасі. У серпні 1960 року отримав призначення віцекомандиром 3974 групи бойової підтримки на авіабазі «Сарагоса» в Іспанії, а у травні 1962 року став командиром групи.
Після навчання в Промисловому коледжі Збройних Сил з 1963 до 1964 рік, пройшов переучування на літак Boeing B-52 Stratofortress на авіабазе «Кастл» (штат Каліфорнія). У жовтні 1964 року призначений на посаду заступника командира з технічного обслуговування 97-го бомбардувального крила на авіабазі «Блайтвілл» (штат Арканзас). У квітні 1965 року його перевели на авіабазу «Гранд-Форкс» (штат Північна Дакота), щоб прийняти командування 319-м бомбардувальним крилом. У червні 1966 року він повернувся до «Блайтвілла» як командир 97-го бомбардувального крила. У липні 1967 року Маккі перевели на авіабазу «Ремей» (територія Пуерто-Рико), де став командиром 72-го бомбардувального крила.
У липні 1968 року став командиром 19-ї повітряної дивізії на авіабазі «Карсуелл» (штат Техас). У червні 1970 року Маккі був призначений директором з технічного обслуговування Офісу заступника начальника штабу систем і логістики в Штаб-квартирі ПС США (Вашингтон, округ Колумбія). У жовтні 1972 року Маккі розпочав виконання обов'язків заступника начальника штабу з логістики Штаб-квартири Стратегічного командування ПС на авіабазі «Оффутт»(штат Небраска). На цій посаді він відповідав за обслуговування літаків і ракет, закупівлі та постачання транспорту та боєприпасів, планів логістики й аналізу всієї стратегічної авіації. У квітні 1973 року став начальником штабу Стратегічного командування ПС, став відповідальним за персонал штаб-квартири та контроль за виконанням рішень і політики головнокомандувача.
29 вересня 1973 року Маккі надано звання генерал-лейтенанта. 1 жовтня він взяв на себе командування Восьмими ПС з відповідальністю за проведення операцій Командування в зоні Західної частини Тихого океану та Південно-Східної Азії. 29 серпня 1974 року пішов у відставку. У вересні Маккі став командиром Повітряного тренувального командування зі штаб-квартирою на авіабазі «Рендольф» (штат Техас). 1975 року Маккі оселився в Лейкленді (штат Флорида).

### У відставці

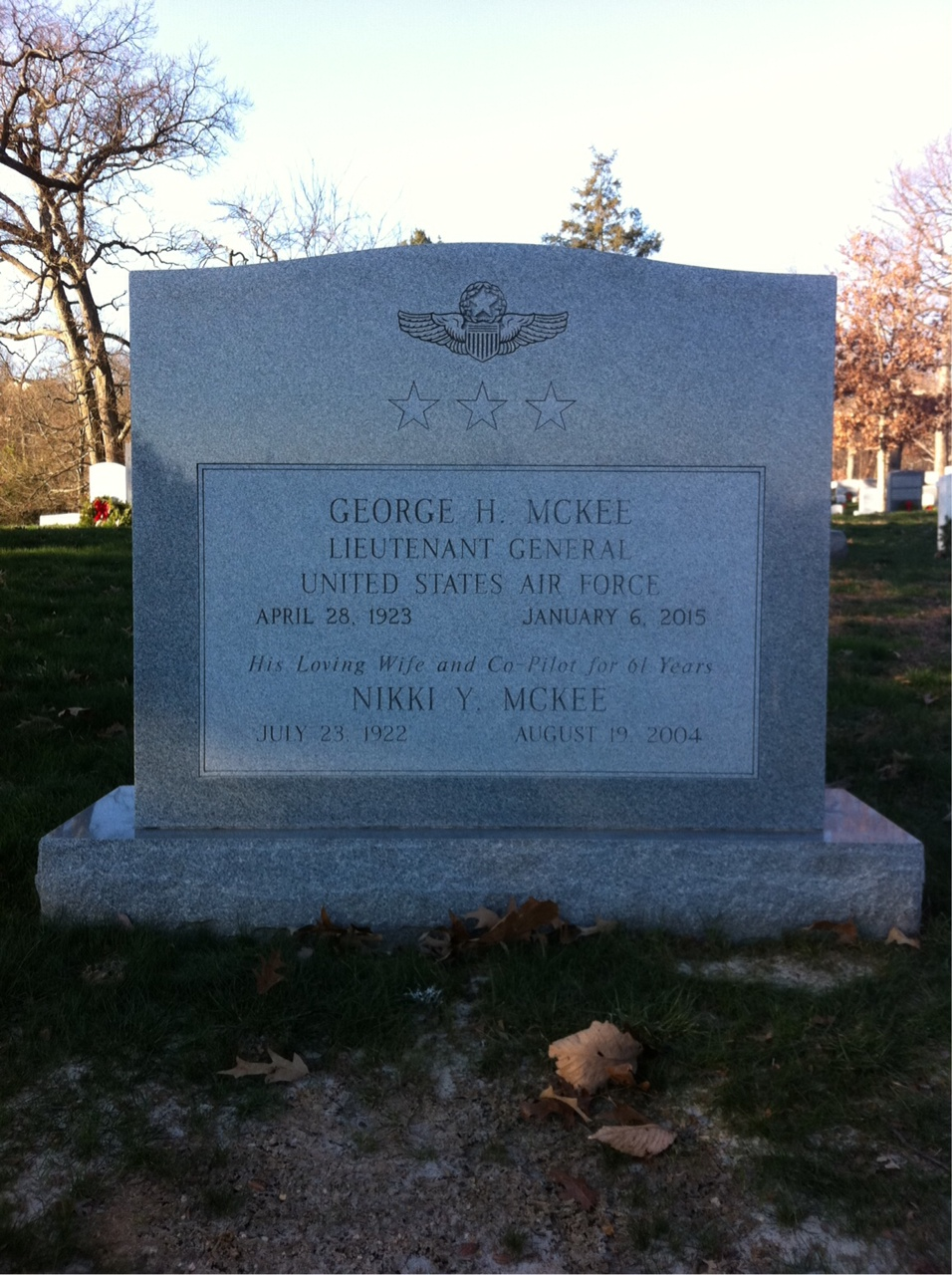
Надгробок на могилі подружжя Маккі

У вересні 1975 року пішов у відставку з військової служби. За свою кар'єру, як командир повітряного судна, налітав понад 8000 годин на різних типах літаків, але переважно на «B-17», «B-29», «B-50», «B-47», «B-52» і «Boeing KC-135 Stratotanker».
У 1978 році президент США Джиммі Картер призначив Маккі на посаду Губернатора Будинок солдатів і льотчиків у Вашингтоні (округ Колумбія), куди переїхав зі своєю дружиною. На цій посаді він залишався за президентів Рональда Рейгана та Джорджа Буша, і пішов у відставку 1990 року. До обов'язків Ніккі як дружини військового, в той час входили обов'язки супроводу високих осіб, зокрема трьох президентів.
Після того як Ніккі захворіла на хворобу Альцгеймера, вони переїхали в Будинок для літніх офіцерів ПС в Потомак-Фолсі, штат Вірджинія. Ніккі померла 19 серпня 2004 року у віці 82 років після 62 років шлюбу.

### Смерть і похорон
Помер 6 січня 2015 року у віці 91 року у Потомак-Фолсі. Після нього залишилися дочка Беверлі Вілсон, син Джордж М. Маккі (підполковник ПС США у відставці), чотири онуки й одна онука, сім правнучок і два правнуки, а також сестра Мері. Поминальна служба відбулася в будинку «Фалькон-Ландінг» у Потомак-Фолсі, а похорон пройшов на Арлінгтонському національному цвинтарі.

## Нагороди
Серед відзнак Маккі Медаль «За видатні заслуги» ПС з дубовим листям (три), Орден «Легіон заслуг» з пучком дубового листя (два), Хрест льотних заслуг і Повітряну медаль з чотирма дубовими листками (п'ять). Також отримав Пам'яту медаль Перл-Гарбора, Медаллю «За Європейсько-Африкансько-Близькосхідну кампанію», Медаллю Перемоги у Другій світовій війні. Після відставки, на знак визнання вмілого керівництва та дбайливого ставлення до членів Будинку солдатів і льотчиків, Маккі отримав Медаль за досягнення у цивільній службі, Нагороду Міністерства ПС за виняткову цивільну службу, Медаль Міністра оборони за визначну державну службу. Крім того, він володів Орденом «Легіону пошани» ПС Іспанії.